# M34
М34 (също познат като NGC 1039) е разсеян звезден куп в съзвездието Персей. Съдържа над 100 звезди.
Открит е от италианския астроном Джовани Батиста Ходиерна преди 1654 г.
В Нов общ каталог се води под номер NGC 1039.
Разстоянието до М34 e изчислено на около 1400 светлинни години.